# Antenna isotropa

Diagramma animato delle onde di un radiatore isotropo (punto rosso). Man mano che si allontanano dalla sorgente, le onde diminuiscono di ampiezza secondo l'inverso della distanza e in potenza per l'inverso del quadrato della distanza, mostrato dal contrasto decrescente dei fronti d'onda. Questo diagramma mostra solo le onde su un piano attraverso la sorgente; una sorgente isotropa irradia effettivamente in tutte e tre le dimensioni.

L'antenna isotropa è l'astrazione concettuale di un'antenna che irradia potenza in tutte le direzioni in modo uniforme (ovvero isotropa), lavora su simmetria sferica.
È spesso utilizzata come antenna di riferimento per gli studi teorici sull'elettromagnetismo. Se un radiatore è di tipo isotropo è indipendente dalla legge di Lambert.
In teoria un'antenna isotropica è un'antenna ipotetica che irradia la stessa intensità delle onde radio in tutte le direzioni. Ha una direttività di 0 dBi (dB rispetto al isotropo).
In realtà, un radiatore isotropo coerente non può esistere, come il radiatore isotropico, con un modello di radiazione (espresso in coordinate sferiche) di:
{\displaystyle {\vec {E}}\left(r,\theta ,\phi \right)={\frac {e^{-jkr}}{4\pi r}}{\hat {u}}\left(\theta ,\phi \right)}
che violerebbe l'equazione d'onda Helmholtz, in quanto derivata da equazioni di Maxwell.